# Laura Riding
Laura Riding Jackson, nascuda Laura Reichenthal (Nova York, 16 de gener de 1901 – Wabasso, Florida, 2 de setembre de 1991) fou una poeta, novel·lista, assagista, autora d'històries breus i crítica literària estatunidenca.

## Biografia
La revista The Fugitive va començar a publicar els seus poemes el 1923, i dos anys més tard entra a formar part del grup d'editors de la publicació i es trasllada a viure a Tennessee.
L'escriptor anglès Robert Graves, que era subscriptor de la revista, inicia amb ella una correspondència que va ser l'origen de la seva col·laboració literària: Riding va instal·lar-se a Anglaterra per tal de poder treballar conjuntament en un llibre sobre poesia moderna. Aleshores la relació entre ells va traspassar el context professional i Riding va viure a Londres compartint la intimitat amb Graves i la seva esposa, la pintora anglesa Nancy Nicholson, i posteriorment també amb el poeta irlandès Geoffrey Phibbs fins l'intent de suïcidi de l'escriptora el 1929 a causa d'una crisi emocional.
Després de la ruptura sentimental amb Nancy, Robert i Laura van viure a Deià (Mallorca) de 1929 a 1936, quan va esclatar la guerra civil espanyola. La parella va regentar una impremta a l'illa que els va permetre d'editar fora dels circuits literaris i a través de la qual van publicar molts llibres i la revista Epilogue. Aquest va ser un període de gran producció literària per a Riding.
Dos anys més tard, Riding va conèixer Schuyler B. Jackson durant un viatge que els escriptors havien fet als Estats Units. Jackson havia publicat una ressenya a la revista Time elogiant el llibre de Riding Collected Poems («El llibre dels llibres de mitjan s. XX»), i esdevindria el seu company fins al final dels seus dies. La parella es va desvincular del sector editorial i es va aïllar a Wabasso, un poble de Florida.

## Llegat
Tot i que al llarg de la història de la literatura ha estat sovint a l'ombra de Graves i se li ha atorgat el paper de la seva musa, la seva obra ha estat traduïda a diversos idiomes i fins i tot Paul Auster s'hi va referir com a «una força important de l'avantguarda internacional» a la New York Review of Books.
Els seus poemes també van tenir molts detractors, com John Gould Fletcher, William Carlos Williams, Virginia Woolf, Louise Bogan, Dorothy L. Sayers i Dudley Fitts.
Segons Mark Jacobs, investigador de la Universitat de Nottingham Trent, Graves va robar o plagiar idees clau de Riding que aquesta havia deixat per escrit durant els tretze anys que va durar la seva relació i que l'anglès va utilitzar posteriorment en el seu assaig The White Goddess, acusacions que els fills de Graves van desmentir.